# Draga, Begunje na Gorenjskem
Draga je ozka dolina (draga) s strmimi pobočji, ki se razprostira severovzhodno od naselja Begunje na Gorenjskem. Dolina se prične pri gradu Kamen in se nadaljuje okoli 1,5 km daleč ob potoku Begunjščica.
 Ob vhodu v dolino so nemški policisti 1942 ustrelili 179 talcev, ki so jih pripeljali iz begunjskih zaporov in jih 161 tam pokopali. Grobišče je od 1953 urejeno kot spominski park (arhitekt Edvard Ravnikar). Tragični dogodek omenja ponarodela Avsenikova pesem Tam, kjer murke cveto. 